# Richard Blumenthal
Richard Blumenthal (nascido em 13 de fevereiro de 1946) é um político norte-americano, ocupa o cargo de senador dos Estados Unidos pelo Connecticut. Entre 1991 a 2011, atuou como procurador-geral de Connecticut. Em 2 de novembro de 2010, foi eleito para o Senado dos Estados Unidos sucedendo Chris Dodd.
Blumenthal é membro do Partido Democrata.

## Infância
Blumenthal nasceu no Brooklyn,  filho de Jane e Martin A. Blumenthal, um casal imigrantes judeus. Blumenthal se formou na Universidade de Harvard e foi membro da Phi Beta Kappa, Enquanto estudante, foi presidente editorial do The Harvard Crimson.
Ele recebeu seu JD na Yale Law School, onde foi editor-chefe da Yale Law Journal. Enquanto estudava em Yale, conheceu Bill Clinton e Hillary Rodham Clinton.

## Carreira Política
Blumenthal iniciou sua carreira política como assistente do senador Abraham A. Ribicoff, e como assistente jurídico de Harry A. Blackmun. Entre 1977 a 1981 foi advogado do Governo dos Estados Unidos em Connecticut.

## Procurador de Connecticut
Blumenthal foi eleito pela primeira vez Procurador-Geral em 1990 e foi reeleito em 1994, 1998, 2002 e 2006. Em 10 de outubro de 2002 ganhou o Prêmio Raymond E. Baldwin de Serviço Público pela Universidade de Quinnipiac.

## Senador dos Estados Unidos

### Eleição
Em 6 de janeiro de 2010 Sen. Chris Dodd anunciou que não iria concorrer a reeleição. Blumenthal anunciou que seria candidato na eleição de 2010.
No mesmo dia, a Public Policy Polling divulgou uma pesquisa que realizou nas duas noites anteriores, incluindo disputas entre Blumenthal e três mais candidatos republicanos. Blumenthal tinha 30% em cada eleição hipotética: contra Rob Simmons 59-28, contra Linda McMahon 60-28, e contra Peter Schiff 63-23, com uma margem de erro de 4,3%. Relatórios da Rasmussen também apontavam Blumenthal como o possível vencedor da eleição de novembro. Uma sondagem realizada em Fevereiro, pela Rasmussen indicava que Blumenthal tinha 19% a mais (contra Simmons) e 20% a mais (contra McMahon), e que os republicanos aumentado sua porcentagem logo após do anúncio da candidatura de Blumenthal.
Na segunda-feira em 2 de novembro de 2010, Blumenthal foi eleito para o Senado dos Estados Unidos, derrotando Linda McMahon, Blumenthal obteve 55% dos votos contra 43% de McMahon.
Blumenthal gastou 8 milhões de dólares em toda a campanha, e McMahon gastou 50 milhões de dólares.

### No Senado

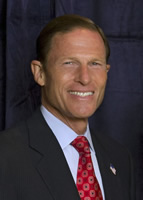
Richard Blumenthal em 2011

Blumenthal foi empossado em 5 de janeiro de 2011. Ele planeja voltar para Connecticut cada fim de semana. Em 20 de janeiro, Blumenthal visitou empresas de pequeno porte em Connecticut. No dia seguinte, visitou Danbury.
A Roll Call informou que Blumenthal tem um patrimônio líquido de no mínimo de 64 milhões de dólares.

### Comitês
- Subcomissão da Política de Concorrência, Antitruste e Direito do Consumidor
- Subcomissão sobre a Constituição, Direitos Civis e dos Direitos Humanos
- Subcomissão sobre Imigração, Refugiados e Segurança de Fronteiras
- Subcomissão da privacidade, da Tecnologia e da Lei